# Tania Zamparo
Tania Zamparo, née le 16 août 1975 à Rome, est un mannequin italien ayant été couronné Miss Italie en 2000.